# Oepuah Utara
Oepuah Utara is een bestuurslaag in het regentschap Timor Tengah Utara van de provincie Oost-Nusa Tenggara, Indonesië. Oepuah Utara telt 1729 inwoners (volkstelling 2010).